# Sukui-Nage
Sukui-Nage (projection en cuillère, en japonais : 掬投) est une technique de projection du judo. 
Sukui-Nage est la 4e technique du 4e groupe du Gokyo. Sukui-Nage fait partie des techniques de mains et de bras (Te-Waza).

## Exécution
Dans Sukui-nage, Tori doit quitter le Kumi-kata pour aller:
- 1. Soit prendre les deux genoux par derrière pour les soulever en cuillère et ainsi faire tomber Uke en arrière;

- 2. Soit saisir le pantalon à l'emplacement des deux genoux d'Uke (mais dans ce cas-ci, il doit davantage se baisser pour avoir la puissance nécessaire à la technique);

- 3. Ou aller placer sa jambe derrière la plus proche d'Uke et positionner sa main derrière le genou de cette jambe pour le soulever.

Tori doit, après avoir positionné la main, se donner une poussée abdominale qui l'aidera à soulever Uke.

## Exemples
- https://www.youtube.com/watch?v=txLGC1hAxO0 (style de compétition)
- https://www.youtube.com/watch?v=uPbGHJ2cElE (style de base)